# ناحیه لسبیله
ناحیه لسبیله (به انگلیسی: Lasbela District) یکی از ناحیه های بلوچستان در پاکستان است که در ایالت بلوچستان واقع شده‌است. ناحیه لسبیله ۱۲٬۵۷۴ کیلومتر مربع مساحت و ۵۷۴٬۲۹۲ نفر جمعیت دارد.